# Matt Hubbauer
Matthew Hubbauer (* 17. Dezember 1982) ist ein kanadischer Eishockeyspieler, der derzeit in der 2. Eishockey-Bundesliga beim EHC Freiburg unter Vertrag steht. Hubbauer spielt auf der Position des Stürmers.

## Karriere
Hubbauer begann seine Karriere 1998/99 bei den Regina Pats in der Western Hockey League. Nach fünf Saisons wechselte er in die ECHL zu den Atlantic City Boardwalk Bullies. Im Jahr 2002 nahm er am NHL-Trainingscamp der Detroit Red Wings und im folgenden Jahr der Boston Bruins teil. Nach jeweils einer Saison in der Canadian Interuniversity Sport, der American Hockey League und erneut der ECHL, wechselte Hubbauer nach Deutschland. 2006/07 spielte er zunächst für die Lausitzer Füchse, wechselte aber in derselben Saison zu den Moskitos Essen.

## Erfolge und Auszeichnungen
- 2002 WHL Plus-Minus Award

## Karrierestatistik
(Legende zur Spielerstatistik: Sp oder GP = absolvierte Spiele; T oder G = erzielte Tore; V oder A = erzielte Assists; Pkt oder Pts = erzielte Scorerpunkte; SM oder PIM = erhaltene Strafminuten; +/− = Plus/Minus-Bilanz; PP = erzielte Überzahltore; SH = erzielte Unterzahltore; GW = erzielte Siegtore; 1 Play-downs/Relegation; Kursiv: Statistik nicht vollständig)